# Los dientes del tigre
Los dientes del tigre es una novela del escritor norteamericano Tom Clancy, publicada en 2003. Cuenta las aventuras de Jack Ryan Jr., quien trabaja para una agencia secreta de los Estados Unidos.
Es la primera aparición por parte del hijo del ya conocido presidente de los Estados Unidos Jack Ryan (en la saga de libros), siendo así el nuevo personaje principal de esta saga que se inicia con este título.
Para los seguidores de la saga esta empieza narrando la creación de un nuevo escuadrón táctico derivado de los últimos actos terroristas que se han suscitado, con la finalidad de erradicarlos.

## Enlaces
- Página dedicada a Tom Clancy
- Página del autor

- Datos: Q2521042